# Dubai Culture & Arts Authority
Die Dubai Culture & Arts Authority (DCAA; arabisch هيئة دبي للثقافة والفنون, DMG Haiʾat Dubayy li-ṯ-Ṯaqāfa wa-l-Funūn) ist eine staatliche Behörde in den Vereinigten Arabischen Emiraten, die sich sowohl um die Erhaltung des Kulturgutes als auch um die Etablierung einer aktiven und modernen Kunst- und Kulturszene in Dubai kümmert.

## Geschichte
Die DCAA wurde 2008 von Scheich Muhammad bin Raschid Al Maktum mit dem Ziel gegründet, die Kunst- und Kulturszene in Dubai anzukurbeln und zu einem Zentrum in der Region zu machen. Die bereits 2004 gegründete Kulturbehörde (Dubai Cultural Council) wurde dabei in die DCAA eingegliedert. Nach dem Finanzcrash 2008 mussten die Dimensionen einiger Projekte zwar verkleinert werden, dennoch ist die DCAA in einer Vielzahl an Projekten involviert und von immenser Bedeutung für die Kunst- und Kulturlandschaft in Dubai.

## Führung
Als Vorstand der DCAA fungiert Scheich Madschid bin Muhammad Al Maktum, sein Stellvertreter ist Mohammed Al Murr, der ehemalige Leiter des Dubai Cultural Council. Saeed Mohamed Al Nabouda ist Chefprojektleiter und seit 2010 ausführender Generaldirektor. Dr. Salah Al Qassim dient als Berater. 

## Strategie
Um ihr Ziel, Dubai als einen Hotspot der Kunst und Kultur zu etablieren, zu erreichen, bietet die DCAA Künstlern verschiedenste Veranstaltungen, Projekte und Möglichkeiten der Weiterbildung, die ihnen helfen, einen höheren Bekanntheitsgrad zu erlangen, aber auch das kulturelle Image der Stadt aufbessern. Dabei wird auf ein gewisses Traditionsbewusstsein Wert gelegt, zudem aber versucht, diese arabischen Einflüsse mit moderner Kunst zu verbinden. Außerdem will man der Öffentlichkeit leichter Zugang zu Kunst und Kultur verschaffen. So soll mehr Aufmerksamkeit auf das kulturelle Geschehen gerichtet werden und ein Bewusstsein dafür in der breiten Masse verankert werden.

## Initiativen und Angebote
Folgende Projekte werden von der DCAA veranstaltet (teilweise englische Originalnamen, die deutsche Übersetzung steht, sofern möglich, in der Klammer daneben):
- Outdoors Art Project (Projekt Kunst im Freien)
- SIKKA Art Fair (Sikka Kunstmesse)
- Khor Dubai
- Dubai Festival for Youth Theatre (Dubai Festspiele für junges Theater)
- Gulf Film Festival (Golf Filmfestspiele)
- Patrons of the Arts Awards (Gönner der Kunst Auszeichnungen)
- Artists-in-Residence
- Soul of Dubai (Seele Dubais)
- Dubai Next
- Holal – Eine arabische Sprachinitiative
- ArtBus (KunstBus)
- Dubai Heritage and Touristic Season (Dubai Erbe- und Tourismussaison)
- Dubai Art Season (Dubai Kunstsaison)
- Soul of Dubai 2014 (Seele Dubais 2014)
- Werbeservices für Künstler
- Workshops und Seminare

Folgende Projekte werden von der DCAA unterstützt (englische Originalnamen, die deutsche Übersetzung steht in der Klammer daneben):
- Emirates Airlines Festival of Literature (Emirates Airlines Festspiele der Literatur)
- Design Days Dubai (Designtage Dubai)
- Art Dubai (Kunst Dubai)
- Dubai International Film Festival (Internationale Filmfestspiele Dubai)
- Art Bus (Kunst Bus)
- Dubai Expo 2020 (Dubai Weltausstellung 2020)

Die acht öffentlichen Bibliotheken Dubais und das historische al-Fahidi-Fort, in dem sich das Dubai Museum befindet, sind im Besitz der DCAA.